# Jenny Rock
 (mars 2013).
Jenny Rock (née Jeannine de Bellefeuille le 10 novembre 1946), est une chanteuse québécoise qui a fait sa marque dans le style yéyé avec la chanson Douliou-douliou Saint-Tropez parue en 1965.
En 2013, elle est toujours active dans le domaine de la chanson avec la tournée Pack tes bagages dans laquelle elle raconte son histoire en humour avec une rétrospective de ses grands succès, des nouvelles chansons dans le style gospel et quelques interprétations.